# Clyde Drexler
Clyde Austin "The Glide" Drexler (nascut el 22 de juny de 1962 a Nova Orleans, Louisiana) és un exjugador de bàsquet que va jugar a l'NBA, en la posició d'escorta. Va ser deu vegades All-star, és membre del Basketball Hall of Fame i va ser nomenat un dels cinquanta millors jugadors de tots els temps per l'NBA. Drexler va guanyar una medalla d'or olímpica el 1992 i un campionat de l'NBA el 1995.

## Carrera

### Universitat
Drexler va jugar a la Universitat de Houston on, al costat de Hakeem Olajuwon i Larry Michaux, va constituir la fraternitat de bàsquet "Phi Slamma Jamma", coneguda per les habilitats aèries dels seus membres. Tot i ser fortament favorits, Houston va perdre les finals de la NCAA el 1983 contra North Carolina State.

### Professional
Va ser triat en un sorprenent sota 14è lloc en el Draft de l'NBA de 1983 per Portland Trail Blazers. Va ajudar a portar a aquest equip a les finals de l'NBA el 1990 i 1992, amb l'ajut de joves companys com Terry Porter, Jerome Kersey, Clifford Robinson i amb veterans com Buck Williams. El 1992 va jugar per a l'equip olímpic dels Estats Units, anomenat el Dream Team, i va guanyar la medalla d'or. Va acabar de segon en la votació pel MVP de la temporada 1991-92 després de Michael Jordan.
El 14 febrer 1995 Drexler va ser traspassat a Houston Rockets, després de la petició del jugador a ser traspassat a un equip amb oportunitats de guanyar el títol després de les contribucions fetes a l'equip de Portland. Es van triar els Rockets, que volien tornar a guanyar el títol conquistat un any abans. Encantat de ser reunit amb el seu gran amic Hakeem Olajuwon i de jugar en l'equip de la ciutat on ja havia jugat amb l'institut i la universitat, Drexler va ajudar els Rockets a guanyar el títol NBA el 1995, i va estar entre les seves files tres anys més. Drexler es va retirar de l'NBA després de la temporada 1997-98 per entrenar a la Universitat de Houston. La samarreta amb el número 22 de Drexler va ser retirada dels equips dels Portland Trail Blazers i dels Houston Rockets.
Va ser inclòs en el Basketball Hall of Fame el 10 de setembre de 2004.

## Estil de joc
Drexler va ser famós per la seva velocitat i delicadesa en la pista, juntament amb una actitud inusualment tolerant i reservada. Els seus extraordinàries capacitats de salt van permetre que fes unes esmaixades molt bones.
Drexler va ser considerat com un jugador versàtil, sent un fix en les categories de punts, rebots, assistències i robatoris, així com una quantitat espectacular de taps per a un jugador de la seva alçada, sent tercer en la classificació de taps totals en una cursa entre els aler pivots.
És un dels únics tres jugadors de l'NBA a tenir almenys 20.000 punts, 6.000 rebots i 6.000 assistències en la seva carrera (els altres dos són Oscar Robertson i John Havlicek). Drexler lidera la classificació d'escortes pel que fa a rebots ofensius per partit (2,4) en tota la seva carrera.